# Vebjørn Rodal
Vebjørn Rodal (* 16. září 1972 Rennebu) je norský atlet, běžec na střední tratě, olympijský vítěz v běhu na 800 metrů z roku 1996.
Jako dvacetiletý startoval na olympiádě v Barceloně, kde v běhu na 800 metrů postoupil do semifinále. První medaili na mezinárodních soutěžích vybojoval v roce 1994, kdy na evropském šampionátu v Helsinkách vybojoval ve stejné disciplíně stříbrnou medaili. Na mistrovství světa v roce 1995 doběhl ve finále běhu na 800 metrů na třetím místě.
Životního úspěchu dosáhl na olympiádě v Atlantě v roce 1996. Zvítězil v běhu na 800 metrů v osobním rekordu 1:42,58, který znamenal zároveň olympijský rekord. V následujícím roce na světovém šampionátu skončil ve finále osmistovky pátý. Jeho poslední medailí na světové scéně se stal bronz ve finále na 800 metrů z halového mistrovství Evropy ve Valencii v roce 1998.